# اوتیس ورلدواید
اوتیس ورلدواید (انگلیسی: Otis Worldwide) شرکت آسانسورسازی آمریکایی است، که در سال ۱۸۵۳ تأسیس شد.